# Erioptera subchlorophylla
Erioptera subchlorophylla är en tvåvingeart som beskrevs av Alexander 1919. Erioptera subchlorophylla ingår i släktet Erioptera och familjen småharkrankar. Inga underarter finns listade i Catalogue of Life.